# Holland (hrabstwo Hampden)
Blandford – jednostka osadnicza w Stanach Zjednoczonych, w stanie Massachusetts, w hrabstwie Hampden.